# Felsőhalas
Felsőhalas (1899-ig Felső-Ribnyicze, szlovákul: Vyšná Rybnica) község Szlovákiában, a Kassai kerület Szobránci járásában.

## Fekvése
Szobránctól 9 km-re északra, az Okna-patak partján fekszik.

## Története
Területén már a korai paleolitikum óta éltek emberek.
A mai települést 1418-ban Zsigmond király oklevelében „Rybnychke” néven említik először. A nagymihályi és a tibai váruradalomhoz tartozott. 1451-ben „Kysrebniche” néven szerepel, megkülönböztetésül a másik Ribnicétől. A 16. században a soltészjog alapján ruszinokkal telepítették be. 1567-ben négy háztartás volt a faluban. 1599-ben 24 lakott háza állt, a közepes nagyságú falvak közé számított. A falu a kuruc harcokban csaknem teljesen elpusztult, 1715-ben 11 gazdaháza és egy zsellérháza volt. Felsőribnice néven 1773-ban jelenik meg először „Felső-Ribnicze” alakban.
A 18. század végén, 1796-ban Vályi András így ír róla: „Felső Ribnicze, Új Ribnicze. Két tót falu Ungvár Várm. Felsőnek földes Urai több Uraságok; Új Ribniczének pedig Horvát Úr; fekszenek Tibéhez nem meszsze, mellynek filiáji, lakosai külömbfélék, határbéli földgyeik közép termékenységűek, réttyeik, legelőjök, és egyéb javaik is meglehetősek.”
Fényes Elek 1851-ben kiadott geográfiai szótárában így ír a faluról: „Ribnicze, (Felső), orosz falu, Ungh vmegyében, 79 romai, 316 g. kath., 36 zsidó lak., gör. kath. paroch. templommal, szép erdővel, fürész malmokkal. F. u. gr. Waldstein, és gr. Sztáray örök.”
Nevét 1907-ben Felsőhalasra magyarosították. A trianoni diktátumig Ung vármegye Szobránci járásához tartozott, majd az újonnan létrehozott csehszlovák államhoz csatolták. 1939 és 1945 között ismét Magyarország része.
Később a ruszin többséget szlovákok váltották fel.

## Népessége
| Év:            | 1994. | 2004.   | 2014.   | 2024. |
| -------------- | ----- | ------- | ------- | ----- |
| Emberek száma: | 382   | 379     | 360     | 396   |
| Eltérés:       |       | -0,78 % | -5,01 % | +10 % |

| Év:            | 2023. | 2024.   |
| -------------- | ----- | ------- |
| Emberek száma: | 399   | 396     |
| Eltérés:       |       | -0,75 % |

1910-ben 486-an, többségében ruszin anyanyelvűek lakták, jelentős német és magyar kisebbséggel.
2001-ben 392 lakosából már 375 szlovák volt.
2003-ban 385 lakosa volt.
2011-ben 375 lakosából 340 szlovák volt.

## Neves személyek
- Itt született 1937-ben Atanáz Karczub pedagógus.

## Nevezetességei
- A Szeplőtelen Szűzanya tiszteletére szentelt, görögkatolikus temploma a 18. században épült barokk-klasszicista stílusban.